# William Bailey
Pour les articles homonymes, voir Bailey et William Bailey (homonymie).
Pour les articles homonymes, voir William Bailey (homonymie) et Bailey.
William Bailey (né le 6 avril 1888 à Londres et mort le 12 février 1971 à Chiswick) est un ancien coureur cycliste sur piste anglais, professionnel de 1914 à 1930, qui fut champion du monde de vitesse individuelle amateurs à quatre reprises. Sa carrière a été perturbée par la Première Guerre mondiale.

## Palmarès

### Championnats du monde
- Ordrup 1909
  -  Champion du monde de vitesse amateurs
- Bruxelles 1910
  -  Champion du monde de vitesse amateurs
- Rome 1911
  -  Champion du monde de vitesse amateurs
- Berlin 1913
  -  Champion du monde de vitesse amateurs
- Anvers 1920
  -  Médaillé de bronze de la vitesse

### Grands Prix
- Grand Prix de Paris amateurs : 1910, 1911, 1912 et 1913
- Grand Prix de l'UVF : 1920
- Grand Prix de Reims : 1922
- Prix de l'Espérance : 1924 et 1928

### Championnats nationaux
- Champion de Grande-Bretagne de vitesse : 1909, 1912 et 1913